# کاترین هریسون
کاترین هریسون (انگلیسی: Cathryn Harrison؛ زادهٔ ۲۵ مهٔ ۱۹۵۹ - درگذشته اکتبر ۲۰۱۸) هنرپیشه اهل انگلستان بود که از سال ۱۹۷۲ تا ۲۰۱۵ مشغول فعالیت بود. از فیلم‌هایی که در آن نقش داشته می‌توان به ماه سیاه و تصاویر اشاره کرد.